# 5フィート6インチ軌間
5フィート6インチ軌間 （以下、1676 mm軌間）は、広軌の一種である。インド、パキスタン、バングラデシュ西部、スリランカ、アルゼンチン、チリ、アメリカ カリフォルニア州 サンフランシスコ・ベイエリアにあるBART（ベイエリア高速輸送システム）で採用されている。
北米では、ポートランドゲージ、またはテキサスゲージと呼ばれている。カナダでは「地方ゲージ」（Provincial gauge）として知られていた。それ以外ではインド軌間として知られている。5フィート6インチの軌間の鉄道は、一般の乗客が乗車できる世界で最も広い軌間の鉄道である。 

## アジア

### インド
インドでは、最初の貨物鉄道路線は、標準軌で構築された。1850年代、グレートインド半島鉄道は、ボリバンダーとターネの間のインドで最初の旅客鉄道に5フィート6インチ軌間（以下、1676mm軌間）を採用した。その後、この軌間はインド全国の鉄道網の標準として採用された。
今日のインドの鉄道は、主に1676 mmの広軌で、延長120000 km以上ある。ほとんどの狭軌の鉄道は、広軌に変換され、さらに狭軌で残っていた鉄道網の短距離の支線も、広軌に変換されている。高速輸送路線は、ほとんどが標準軌であるが、一部の初期に構築された路線は1676 mmの広軌を使用している。

### バングラデシュ
バングラデシュ鉄道には、1676 mmの広軌とメーターゲージの路線がある。広軌の鉄道網は主にブラマプトラ川（ジャムナ川）の西側にあり、メーターゲージの鉄道網は主にその東側に存在する。ボンゴボンドゥ橋は、川を渡って両方の鉄道網を結ぶ鉄道道路併用橋であり、鉄道路線は三線軌条となっている。

### パキスタン
パキスタンでは、現在、すべての営業路線が軌間1676 mmの広軌である。

### スリランカ
スリランカでは、現在、すべての営業路線が軌間1676 mmの広軌である。

## ヨーロッパ

### イギリス
1676 mmの広軌の鉄道は、スコットランドで初めて使用された。ダンディー・アンド・アーブロース鉄道（1836年から1847年）とアーブロース・アンド・フォーファー鉄道（1838年から）の短距離の孤立した路線であった。その後、両方の路線が標準軌に改軌された。

## 北アメリカ大陸

### カナダ
カナダは1850年代に最初のイギリスの植民地となり、1676 mmの広軌を使用した。カナダでは「地方ゲージ」（Provincial gauge）として知られていた。
しかし、1836年のシャンプレーン・アンド・セントローレンス鉄道、1847年のモントリオール・アンド・ラシーン鉄道を含むカナダ初期の鉄道は標準軌で建設された。
カナダ（ケベック州とオンタリオ州）とアメリカ（コネチカット州、メイン州、マサチューセッツ州、ニューハンプシャー州、バーモント州）で運行していたグランド・トランク鉄道は、1676 mm軌間の鉄道であったが、1873年、標準軌に改軌された。ザ・グランド・トランク鉄道は、ケベック州モントリオール本社から運行されていたが、事業本社は、イングランドのロンドンにあった。ケベック州、バーモント州、ニューハンプシャー州、メイン州で運行していたセントローレンス・アンド・アトランティック鉄道は、1873年に改軌された。
カナダの鉄道が1676 mmの軌間を採用したのは、1812年に生じた米英戦争が当時まだ新しく記憶に残っていたため、アメリカの鉄道の軌間と意図的に異なるものを選択したという長年の噂がある。ただし、これを裏付ける証拠はほとんどなく、この話は1800年代後半からの単一の主張に由来するようである。

### アメリカ

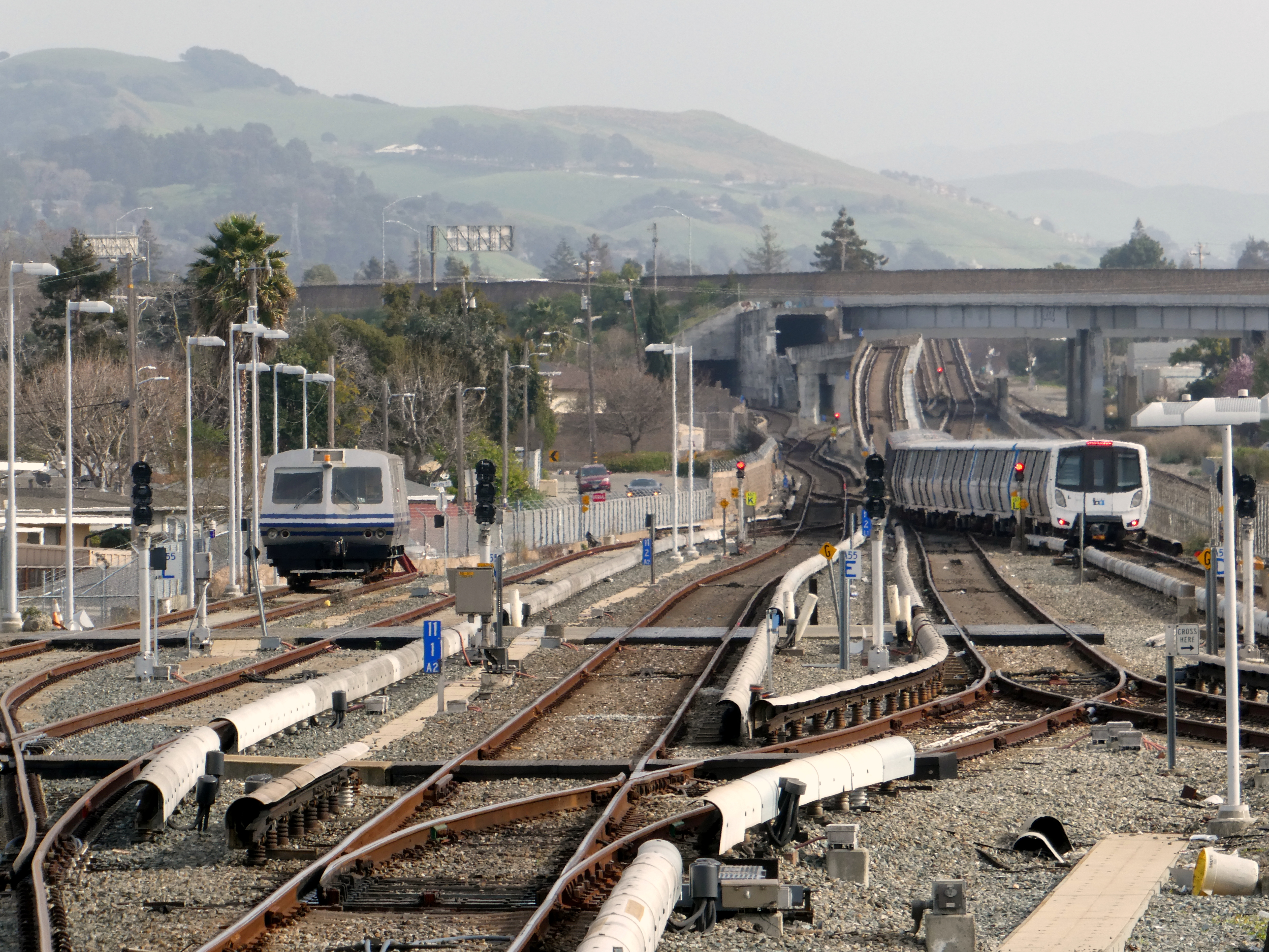
ベイエリア高速輸送システム（BART）

ベイエリア高速輸送システムは、アメリカ国内で運行している唯一の1676 mm軌間の鉄道である。システムを設計したエンジニアは、鉄道ではなく航空宇宙をバックグラウンドとしており、他の自治体が模倣する最先端のシステムを作ることを意図していた。
ニューオーリンズ・オペルーサス・アンド・グレート・ウェスタン鉄道（NOO＆GW）は、1872年まで軌間1676 mmの広軌を使用していた。テキサス・アンド・ニューオーリンズ鉄道は、1876年まで軌間1676 mmの広軌を使用していた。ケベック州、バーモント州、ニューハンプシャー州、メイン州で運営されていたグランド・トランク鉄道の前身であるセントローレンス・アンド・アトランティック鉄道でも、1676 mmの広軌が使用されていたが、1873年に改軌された。グランド・トランク鉄道に接続されたメイン州のいくつかの鉄道も1676 mm軌間の鉄道であった。アンドロスコッギン・アンド・ケネベック鉄道とバックフィールド支線は後に1871年に標準軌に変更したメイン・セントラル鉄道に併合された。この軌間を使用するアメリカの唯一の路面電車は、メイン州フェアフィールドで運行しているものであった。

## 南アメリカ大陸

### アルゼンチン
アルゼンチン国鉄の路線網は主に1676 mmの広軌である。

### チリ
1676 mmの鉄道のほとんどは、国土の南部にある。

## 類似のゲージと互換性
イベリアゲージ（1668 mm）はほんの8mm広いだけで、きわめて類似しているため、車両の互換性がある。たとえば、近年、チリとアルゼンチンはスペインとポルトガルで使用されていたイベリアゲージの中古車両を購入した。1668 mmの列車は、そのまま1676 mmの軌間の線路を走行できるが、高速走行でより良い安定性を得るには車軸の交換が必要になる場合がある。ただし、走行例やデータはない。また、わずかに軌間が狭いため、車軸の摩耗が激しくなる場合がある。

## 1676 mm軌間の鉄道一覧

### 運行中
| 国/地域        | 鉄道名                                 | 路線長          | ノート                                                                                     |
| -------------- | -------------------------------------- | --------------- | ------------------------------------------------------------------------------------------ |
| アルゼンチン   | サン・マルティン将軍鉄道               |                 |                                                                                            |
| アルゼンチン   | サルミエント鉄道                       |                 |                                                                                            |
| アルゼンチン   | ミトレ将軍鉄道                         |                 | 標準軌である トレン・デ・ラ・コスタを除く                                                  |
| アルゼンチン   | ロカ将軍鉄道                           |                 | La Trochita Central Chubut Railway Ramal Ferro Industrial Río Turbio 以上3路線は750 mm軌間 |
| バングラデシュ | バングラデシュ鉄道                     | 682 km          |                                                                                            |
| チリ           | チリ国鉄の一部                         |                 |                                                                                            |
| インド         | インド鉄道                             | 67368 km        |                                                                                            |
| インド         | デリー・メトロ                         | 65 km           | レッドライン・イエローライン・ブルーライン; 運行中                                         |
| インド         | コルカタ・メトロ                       | 27.22 km        | 一部のみ                                                                                   |
| イラン         | ザーヘダーンからパキスタンへ向かう路線 |                 |                                                                                            |
| パキスタン     | パキスタンの鉄道                       | 7791 km         |                                                                                            |
| スリランカ     | スリランカ鉄道                         | 1508 km         |                                                                                            |
| アメリカ       | ベイエリア高速鉄道 (BART)              | 109 mi (175 km) |                                                                                            |

### 過去
| 国/地域  | 鉄道名                                         | 路線長              | ノート               |
| -------- | ---------------------------------------------- | ------------------- | -------------------- |
| カナダ   | グランド・トランク鉄道                         |                     | 1873年に標準軌に改軌 |
| カナダ   | セントローレンス・アンド・アトランティック鉄道 |                     | 1873年に標準軌に改軌 |
| カナダ   | グランド・トランク・オブ・カナダ鉄道           |                     | 標準軌に改軌         |
| カナダ   | インターコロナル・レールウェイ・オブ・カナダ   |                     | 1875年に標準軌に改軌 |
| イギリス | ダンディー・アンド・アーブロース鉄道           |                     | 標準軌に改軌         |
| イギリス | アーブロース・アンド・フォーファー鉄道         | 16+3⁄4 mi (27.0 km) | 標準軌に改軌         |
| アメリカ | メイン・セントラル鉄道                         |                     | 1871年に標準軌に改軌 |

### 注記
1. ↑  1フィート (ft) = 304.8 mm,1インチ (in) =25.4 mm, 5フィート6インチ=5×304.8＋6×25.4≒1676 mm